# STORY (雑誌)
『STORY』（ストーリィ）は、光文社が刊行している女性ファッション雑誌。毎月1日発売。同社刊行による『JJ』『CLASSY.』ならびに『VERY』という3誌に親しんできた40代の女性を主な想定読者層とする。

## 概要
2002年11月に創刊。子育てが一段落し、仕事を再開したい人も多い30代後半から40代の女性を対象として創刊した。25万部を発行したその創刊号は、そのうちの85%を売り切るという上々の滑り出しとなった。2008年からその翌2009年にかけての平均発行部数はおよそ24万5千。2011年度上四半期の平均発行部数はおよそ21万となった。

## 関係誌
同一出版社による同じく40代向けの女性誌『美ST』（ビスト）は姉妹誌にあたる。2009年の8月に『美STORY』という名で創刊。2011年の10月号から『美ST』と名を変えた。2012年にはこの『美ST』から男性向けの増刊号『MEN'S美ST』が派生している。

## モデル
表紙
- 蛯原友里（2023年9月号 - ）[10]

レギュラー
- 高垣麗子
- 小泉里子
- 畑野ひろ子
- 美香
- SONOMI
- 佐藤純
- ナオ
- 芳川あずさ
- 野沢和香
- 青山恭子
- 内田ナナ
- 秋本祐希
- 鈴木サチ
- HARUKO
- 前田ゆか
- 武藤京子
- 松井美緒
- 笹川寿里
- 藤井悠
- 小野千恵子
- 仁香

### 過去のモデル
表紙
- 黒田知永子（2002年12月号 - 2008年3月号）[12]
- 清原亜希（2008年4月号 - 2010年4月号）[13]
- 富岡佳子（2010年5月号 - 2016年4月号）[14]
- 稲沢朋子（2016年5月号 - 2019年8月号）[15]
- 高垣麗子（2019年9月号 - 2023年8月号）[16]

レギュラー
- 倉本康子
- 小林里香
- 冨田リカ
- MAIKO
- 前田典子
- 三浦りさ子